# Bracon leptus
Bracon leptus är en stekelart som beskrevs av Marshall 1897. Bracon leptus ingår i släktet Bracon och familjen bracksteklar. Inga underarter finns listade.